# Кафферки, Финбар
Финбар Кафферки (англ. Finbar Cafferkey, 1977/1978 — 19 апреля 2023 года) — ирландский левый политический активист и военный-доброволец. В конце 2000-х и начале 2010-х активно участвовал в кампании Shell to Sea, выступавшей против строительства нефтепровода на северо-западе графства Мейо. В 2017 году Кафферки пребывал в Сирийском Курдистане (Рожаве), где сначала оказывал медицинскую помощь, а затем присоединился к Отрядам народной обороны, подразделению Сирийских демократических сил, в рядах которых воевал против Исламского государства.
После полномасштабного российского вторжения прибыл в Украину, где сперва был волонтёром в оказании гуманитарной помощи, а затем воевал против российских интервентов в рядах Интернационального легиона территориальной обороны Украины. Был убит 19 апреля 2023 вместе с товарищами-интернационалистами, российским анархистом Дмитрием Петровым и афроамериканским активистом Эндрю «Гаррисом» Купером вблизи Бахмута Донецкой области. Служил в батальоне украинских националистов «Братство», как утверждал основатель последнего Дмитрий Корчинский; по информации западных СМИ, только проходил там подготовку.

## Биография
Родился на острове Акилл в графстве Мейо, Ирландия. По политическим взглядам был ирландским республиканцем и социалистом, в конце 2000-х и в начале 2010-х годов участвовал в кампании Shell to Sea против строительства нефтепровода в северо-западном графстве Мейо. Брат — Колм Кафферки, тоже экологический активист.
Некоторые источники предполагают, что Кафферки в свое время являлся членом резерва Ирландской армии. Работал системным аналитиком, а также проектным менеджером в строительной отрасли.

### Греция и Северная Македония
В 2015 году Кафферки отправился на греческий остров Кос, где помогал беженцам во время европейского миграционного кризиса 2015 года. Журналист Irish Independent сообщал оттуда, что Кафферки вместе с ещё одним ирландцем позже отправился на границу Греции и Северной Македонии, чтобы продолжить свою работу.

### Сирия
В конце весны 2017 прибыл в Сирию. Согласно его собственным словам, Кафферки через пять недель после приезда был включен во взвод тяжелого вооружения и участвовал в боях вокруг города Ракка, тогдашней фактической столицы Исламского государства, в рамках общей кампании в Ракке (2016—2017). В июне 2017 года на Youtube появилось видео, на котором Кафферки, называющий себя курдским псевдонимом «Чия Демхат», даёт интервью.

### Украина
Когда именно Кафферки уехал в Украину, публично неизвестно, поскольку он никогда не обнародовал этот факт и не рассказывал никому, кроме своей семьи. Irish Times утверждает, что Кафферки находился в Украине около года до своей гибели, сотрудничая преимущественно с волонтерскими группами анархистов. Украинская левая антиавторитарная сеть «Коллективы солидарности» сообщила, что он доставлял из Польши в Украину гуманитарную помощь и автомобили для прифронтовых зон. О нахождении Кафферки в Украине стало известно только после его смерти, когда было подтверждено, что он погиб в боях вблизи Бахмута Донецкой области. 
Он сражался и погиб вместе с российским антропологом, сооснователем БОАК Дмитрием Петровым и гражданином США Эндрю «Гаррисом» Купером. Петров также ранее участвовал в движении солидарности с Курдистаном и приезжал с этой целью в Рожаву; помимо них с Кафферки, в 2023 году при обороне Украины от российского вторжения погибли ещё двое иностранных ветеранов-добровольцев войны курдов против ИГИЛ — «Марси» и Сэмюэль Ньюи.

### Память
После его гибели Кафферки на его родине почтили много людей со всего политического спектра. Среди этих честв был министр иностранных дел и обороны Михал Мартин, который заявил: «Мои глубокие соболезнования семье Кафферки по поводу прискорбной смерти Финбара. Очевидно, он был молодым человеком чётких принципов. Наши мысли и наши молитвы сегодня с его семьей».
После этого посольство России в Дублине обнародовало заявление, в котором обвинило в смерти Финбара ирландское правительство. Российское заявление вызвало широкое осуждение в ирландском обществе, а глава парламентского комитета по иностранным делам и обороне Чарли Фланаган немедленно охарактеризовал его как «угрожающее, пугающее и ужасающее», прежде чем предложить выслать российских дипломатов в Ирландии за такие утверждения. Депутат от партии Шинн Фейн Луиза О’Рейли назвала выступление российского посольства «подлым», а независимый депутат Томас Прингл — «абсолютным позором». Свое недовольство российской риторикой выразили и депутаты-социалисты Пол Мерфи и Брид Смит, лично знакомые с Кафферки со времен кампании Shell to Sea.

### Арест Филипа О’Киффа
10 мая 2023 года Irish Times сообщила, что сразу после гибели Кафферки уведомляющее об этом сообщение поступило его другу Филипу О’Киффу, с которым Кафферки вместе воевал в Сирии. О’Киффа, находившегося тогда в Бельгии, попросили уехать на остров Акилл, чтобы сообщить семье о смерти Кафферки до того, как они узнают об этом через СМИ. О’Кифa согласился и забронировал рейс, включавший пересадку в аэропортe Хитроу в Англии 22 апреля. Однако там его остановила, задержала и арестовала полиция, ссылаясь на Закон о терроризме 2000 года. О’Киффу отказали в адвокате и конфисковали все электронные устройства. Продержав всю ночь, О’Кифа отпустили на следующий день под залог; аппараты ему не вернули. Без своих них он не смог заранее связаться с семьей Кафферки до того, как они узнали о смерти сына из СМИ.